# Varevo
Varevo település Szerbiában, a Raskai körzet Novi Pazar-i községében.

## Népesség
- 1948-ban 236 lakosa volt.
- 1953-ban 271 lakosa volt.
- 1961-ben 319 lakosa volt.
- 1971-ben 324 lakosa volt.
- 1981-ben 430 lakosa volt.
- 1991-ben 486 lakosa volt.
- 2002-ben 501 lakosa volt, melyből 480 bosnyák (95,80%), 16 szerb (3,19%),3 muzulmán, és 1 macedón.